# Velkommen Mr. Chance
 Der er for få eller ingen kildehenvisninger i denne artikel, hvilket er et problem. Du kan hjælpe ved at angive troværdige kilder til de påstande, som fremføres i artiklen.

Velkommen Mr. Chance eller Chance er en roman skrevet af Jerzy Kosinski fra 1971
Bogen er i 1979 blevet filmatiseret, Being There, med med den engelske komiker Peter Sellers som hovedrolleindehaver.
Bogens originaltitel er Being There

## Historien
Bogen handler om en mand, Chance, som hele sit liv har levet isoleret og beskyttet fra omverdenen. Chance kan hverken skrive eller læse og alt hans viden stammer fra TV og Radio.
Da Chance's 'værge' afgår ved døden, bliver Chance tvunget til at forlade sit hjem (og liv, idet alt han kendte til var livet inden for husets grund afgrænset af store mure).
Chance bliver ved hjælp af sin naivitet og ligefremhed hvirvlet ind i den fineste amerikanske finansielle elite. Chance's eneste erfaring stammer fra alle de år han har passet den store have tilhørende 'værgen's' hus.
Men den viden kan også bruges på Wall Street. Chance lyver aldrig, og fortæller altid sandheden, men på grund af hans uvidenhed forstår han ikke ret meget om den verden han nu befinder sig i.